# F+U Unternehmensgruppe
Die F+U Unternehmensgruppe ist eine gemeinnützige Bildungseinrichtung mit Sitz in Heidelberg. Sie bietet Lehrgänge, Studiengänge, Kurse und Seminare zur Aus-, Fort- und Weiterbildung an. Die Abkürzung F+U steht für Fortbildung und Unterricht.
Die F+U unterhält allgemeinbildende und berufliche Schulen, staatlich anerkannte Fachschulen, Berufsschulen, die Internationale Berufsakademie (iba), Sprachschulen und die Hochschule für Wirtschaft, Technik und Kultur (hwtk) in Deutschland und dem europäischen Ausland. Darüber hinaus besteht ein umfangreiches Netz von Kooperationen und Partnerschaften mit Bildungseinrichtungen im In- und Ausland.

## Geschichte
Gegründet wurde die Unternehmensgruppe im Jahr 1980 von Hans-Dieter Sauer, Marianne Müller und Otto Friedrich Bär. Sitz des Unternehmens war und ist Heidelberg. Seit 1992 ist Hans-Dieter Sauer der alleinige Gesellschafter der F+U-Gruppe.
Die F+U ist als gemeinnützige GmbH organisiert.
Bald nach der Gründung wurden Geschäftsstellen in Darmstadt, Erbach (Odenwald), Michelstadt, Wiesloch und Bensheim eingerichtet. 1986 genehmigte das Regierungspräsidium Karlsruhe die Fachschule für Sozialbereiche in Heidelberg. Nach der Wiedervereinigung 1990 wurden Geschäftsstellen in Erfurt, Gotha, Mühlhausen/Thüringen, Bautzen, Neukirch/Lausitz und Chemnitz eröffnet.
Zum Angebot gehören unter anderem allgemeinbildende und berufsbildende Schulen im kaufmännischen und sozialen Bereich sowie eine Berufsakademie mit Studienorten in ganz Deutschland. Die Abschlüsse der Schulen entsprechen denen staatlicher Schulen, Berufsakademien und Hochschulen. Im Bereich der berufsbildenden Schulen werden die Prüfungen von der IHK abgenommen. Die Studierenden der Hochschule und der Berufsakademie haben die Möglichkeit, ihr Studium mit dem Bachelor- bzw. dem Master-Grad abzuschließen. Im Jahr 2004 kam eine Realschule in Heidelberg dazu. Zum Heidelberger Privatschulcentrum gehören darüber hinaus eine bilinguale Grundschule, ein berufliches Gymnasium und mehrere Berufskollegs.
Die F+U Berlin International Academy gGmbH führt Trainingsprogramme im Sprachbereich für Privat- und Firmenkunden durch. Seit 2006 bietet die Internationale Berufsakademie IBA Darmstadt mit zahlreichen Studienorten in ganz Deutschland eine Reihe dualer Bachelor-Studiengänge an. An der zur F+U Unternehmensgruppe gehörenden Hochschule für Wirtschaft, Technik und Kultur HWTK mit Sitz in Berlin können Studierende ihren Bachelor- und/oder Masterabschluss in verschiedenen Studiengängen sowohl im dualen, als auch im Vollzeit- oder Fernstudium ablegen.

## Bildungsangebot

### Schulen, Hochschulen und Akademien
- Heidelberger Privatschulcentrum
  - Grundschule - bilingual Englisch
  - Realschule: Normalzug, bilingualer Zug Englisch (beantragt), Sportzug in Kooperation mit dem Olympiastützpunkt Rhein-Neckar, dem Institut für Sport und Sportwissenschaft ISSW der Universität Heidelberg und dem HKT der Pädagogischen Hochschule Heidelberg
  - Berufliches Gymnasium mit folgenden Richtungen:
    - wirtschaftswissenschaftlich mit den Profilen Wirtschaft oder internationale Wirtschaft - bilingual
    - sozialwissenschaftlich

  - Berufskolleg zum Erwerb der Fachhochschulreife
  - Berufskolleg Fremdsprachen
  - Berufskolleg Wirtschaft I + II
  - HPC International School[1]: Autorisierte IB World School. Angeboten werden zurzeit das Primary Years Programme und das Diploma Programme,[2] das Middle Years Programme befindet sich aktuell im Zulassungsprozess.
- Darmstädter Privatschulcentrum
  - Berufliches Gymnasium - Fachrichtung Gesundheit
  - Arbeitsmarkt und Förderung (Integrative und kooperative Ausbildung)
- Berufsbildende Schulen
  - Berufsvorbereitung
- Fachschulzentrum - staatlich anerkannte Aus- und Weiterbildungen zum:
  - Altenpfleger
  - Altenpflegehelfer
  - Arbeitserzieher, Arbeitspädagoge
  - Erzieher Schwerpunkt Jugend- und Heimerziehung mit Zusatzqualifikationen:
    - Erlebnispädagogik oder tiergestützter Pädagogik (Vollzeit-Ausbildung)
    - praxisintegriert (dual-modular) mit dem Modul "erlebnisorientierte Naturpädagogik"

  - Berufskolleg für Praktikanten
  - Erzieher - Vollzeit-Ausbildung oder praxisintegriert (PIA)
  - Heilerziehungspfleger
  - Heilpädagoge
- Internationale Berufsakademie
  - Die Internationale Berufsakademie (iba) Darmstadt mit Studienorten in: Berlin, Bochum, Darmstadt, Erfurt, Hamburg, Heidelberg, Kassel, Köln, München, Nürnberg und Leipzig. Die iba bietet an allen Studienorten ein Duales Bachelor-Studium der BWL (B.A.) in 12 Fachrichtungen )Hotel- und Tourismusmanagement, Marketingkommunikation/Public Relations, Gastronomiemanagement, Sportmanagement, Event-, Messe- und Kongressmanagement, Supply Chain Management in Industrie und Handel, Steuer- und Prüfungswesen, Personalwirtschaft/Personaldienstleistungen, Gesundheitsmanagement, Financial Services, Immobilienwirtschaft, IT-Management) an, sowie Sozialpädagogik & Management (B.A.). An den Studienorten Darmstadt und Heidelberg wird zusätzlich Physiotherapie (B.Sc) und am Studienort Kassel Wirtschaftsingenieurwesen (Bachelor of Engineering) mit den Fachrichtungen Mechatronik (Systems Engineering) oder Prozessmanagement angeboten.[3]
- Hochschule:
  - Hochschule für Wirtschaft, Technik und Kultur (hwtk) ist eine 2011 gegründete private staatlich anerkannte und vom Wissenschaftsrat akkreditierte Fachhochschule mit Sitz in Berlin. Sie bildet in dualen, Vollzeit- und Fernstudiengängen, auf deutscher und englischer Lehrsprache, Nachwuchs für die Wirtschaft an den Studienorten Berlin und Baden-Baden aus. Es werden folgende Bachelor- und Masterstudiengänge angeboten: B.A. Business Administration mit 10 Vertiefungsrichtungen, B.Sc. Informatik & Management und M.A. Business Management & Development.[4]
- Akademie für Wirtschafts- und Sozialmanagement
- Betriebswirtschaftliches Fortbildungszentrum BFZ in Heidelberg, Berlin und Bochum mit diversen Fort- und Weiterbildungen zum/zur Fachkaufmann/-frau, Fachwirt oder Betriebswirt und Seminaren.[5]

- Akademien für Fort- und Weiterbildung
  - Gastronomie und Tourismus
  - Gewerblich-technisch
  - Sozialberufe
  - Betriebswirtschaft und Informatik

### Sprachen
An der F+U Academy of Languages mit Sitz in Heidelberg und Schulungsorten in Berlin, Darmstadt und London werden unter anderem die Sprachen Deutsch (als Fremdsprache), Chinesisch, Englisch, Französisch, Italienisch, Japanisch, Spanisch und Russisch unterrichtet. An der staatlich anerkannten Berufsfachschule für Fremdsprachen der F+U Academy of Languages können Ausbildungsgänge wie Fremdsprachenkorrespondent/-in, Europasekretär/-in etc. belegt werden.